# 大毛山
大毛山（おおげやま）は、徳島県鳴門市の大毛島に位置する山である。標高149.4m。

## 地理
鳴門市鳴門町土佐泊浦にある山で、鳴門海峡の西に位置する大毛島北部にある。阿波志に、「大毛山、旧扇山となす。土佐泊にあり、䅗松楚々として鳴門を俯瞰す。放牧の所となす」とあり、島の北半分が放牧場とされてきた。
現在、大毛島は淡路島と大鳴門橋、鳴門本土と小鳴門橋、島田島と堀越橋によって結ばれており、車の往来が可能である。瀬戸内海国立公園に属す。